# Carmen (suita)
Suita Carmen je název jednoaktového baletu z roku 1967 kubánského choreografa Alberta Alonsa. Hudbu zkomponoval ruský skladatel Rodion Ščedrin pro svou manželku, primabalerínu Maju Pliseckou.
Premiéra se konala 20. dubna 1967 ve Velkém divadle v Moskvě.
Hudba je založena na částech stejnojmenné opery Georgese Bizeta v aranžmá pro smyčce a bicí nástroje, mj. vibrafon, marimbu či zvony.